# Алонсо Перес, Мариано
Мариано Алонсо Перес-и-Виллагросса (исп. Mariano Alonso Pérez y Villagrosa; 1857, Сарагоса — 1930, Мадрид) — испанский и французский художник, акварелист и гравёр, пейзажист.

## Биография
Обучался в Сарагосской Академии изобразительных искусств (Academia de Bellas Artes de Zaragoza). Продолжил учёбу живописи в Школе живописи, скульптуры и гравёрства в Мадриде.
До 1894 жил и работал в Испании. Затем отправился в Рим, где знакомился с техникой акварели.
В 1889 году переехал в Париж, где жил его брат композитор Луис Алонсо.
В Париже создал несколько очень модных в тот период картин в стиле Людовика XVI, продажа которых обеспечила ему безбедное существование во Франции. Много выставлялся и продавал свои работы в различных салонах и галереях.
Мариано Алонсо Перес — мастер жанровой живописи. Писал галантные сценки, портреты, пейзажи и сцены городской жизни. Исполнил серию гравюр по сюжетам своих картин.
В 1910 его заинтересовала общественная тематика в живописи.
В 1914 году после начала Первой мировой войны принял решение вернуться на родину. До смерти в 1930 году жил и творил в Мадриде.
Работы хранятся в музеях Испании и Франции.
Сын — Карлос Алонсо Перес, также был художником.